# Whitney Conder
Whitney Conder, née le 6 mai 1988 à American Fork, est une lutteuse américaine .

## Biographie
Whitney Conder est championne du monde junior de lutte en 2007 et championne panaméricaine junior en 2008 dans la catégorie des moins de 51 kg.
Aux Championnats panaméricains de lutte, elle est médaillée d'argent en moins de 55 kg en 2010 et en moins de 51 kg en 2012. Elle est aussi médaillée d'or en moins de 53 kg aux Jeux panaméricains de 2015.
Elle est diplômée de l'université du Nord du Michigan et est sergeant de l'US Army.